# عامل حصر أدريناليني
عوامل الحصر الأدرينالية أو عوامل المنع الأدرينالية هي فئة من الأدوية التي تظهر تأثيرها الدوائي من خلال تثبيط عمل الجهاز العصبي الودي في الجسم. الجهاز العصبي الودي (SNS) هو جهاز عصبي لا إرادي لا يمكننا التحكم فيه بالإرادة. يطلق سلسلة من الاستجابات بعد أن يطلق الجسم مواد كيميائية تسمى نورادرينالين وإبينفرين. ستعمل هذه المواد الكيميائية على المستقبلات الأدرينالية، مع الأنواع الفرعية Alpha-1 وAlpha-2 و Beta-1 و Beta-2 وBeta-3، والتي تسمح للجسم في النهاية بإطلاق استجابة "القتال أو الهروب" للتعامل مع الإجهاد الخارجي. تشمل هذه الاستجابات انقباض الأوعية الدموية في الأوعية العامة بينما يوجد توسع في الأوعية التي تزود عضلات الهيكل العظمي أو الأوعية التاجية. بالإضافة إلى ذلك، يزداد معدل ضربات القلب وقوة الانقباض عند تنشيط SNS، مما قد يضر بوظيفة القلب لأنه يزيد من الطلب الأيضي.

## الاستخدامات الطبية
- محصر ألفا-1
- محصر ألفا-2
- محصر بيتا 1
- محصر بيتا 2
- محصر بيتا 3